# Madre

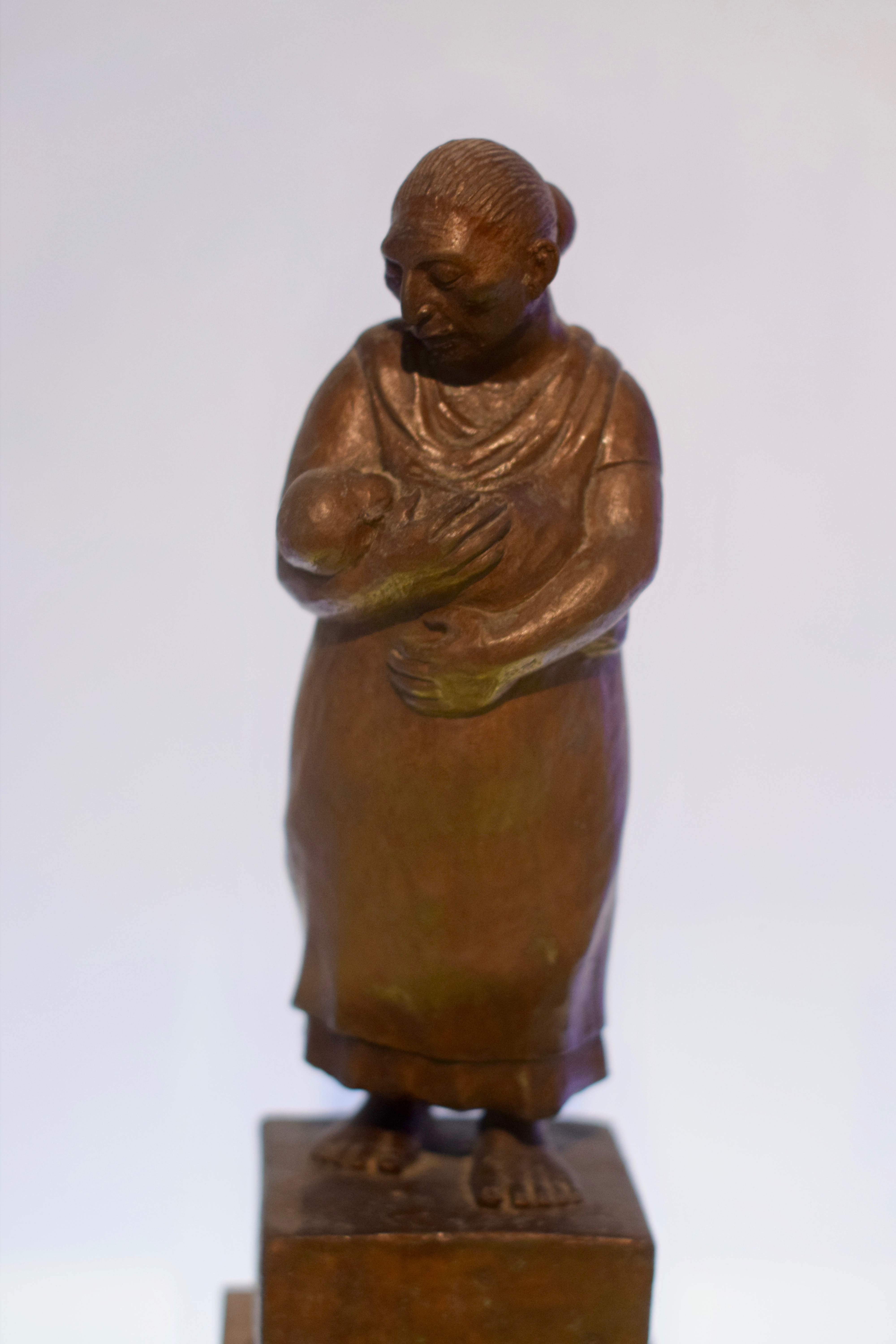
«Maternidad de Gottdiener», escultura en bronce hecha por el escultor Enrique Gottdiener en el Gran Museo del Mundo Maya; escultura en la que se representa a una mujer maya con su hijo.

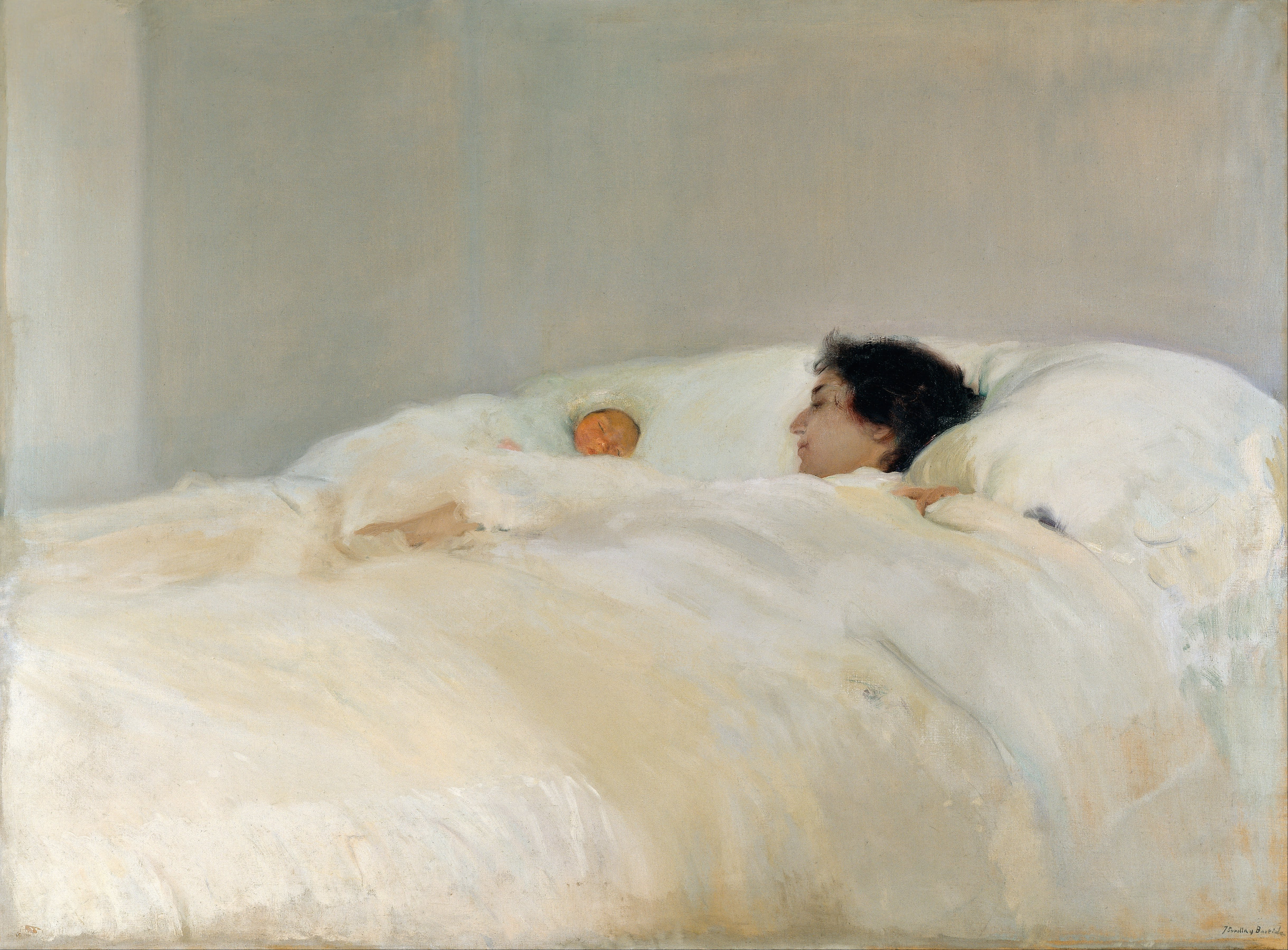
Madre (1895), obra de Joaquín Sorolla.

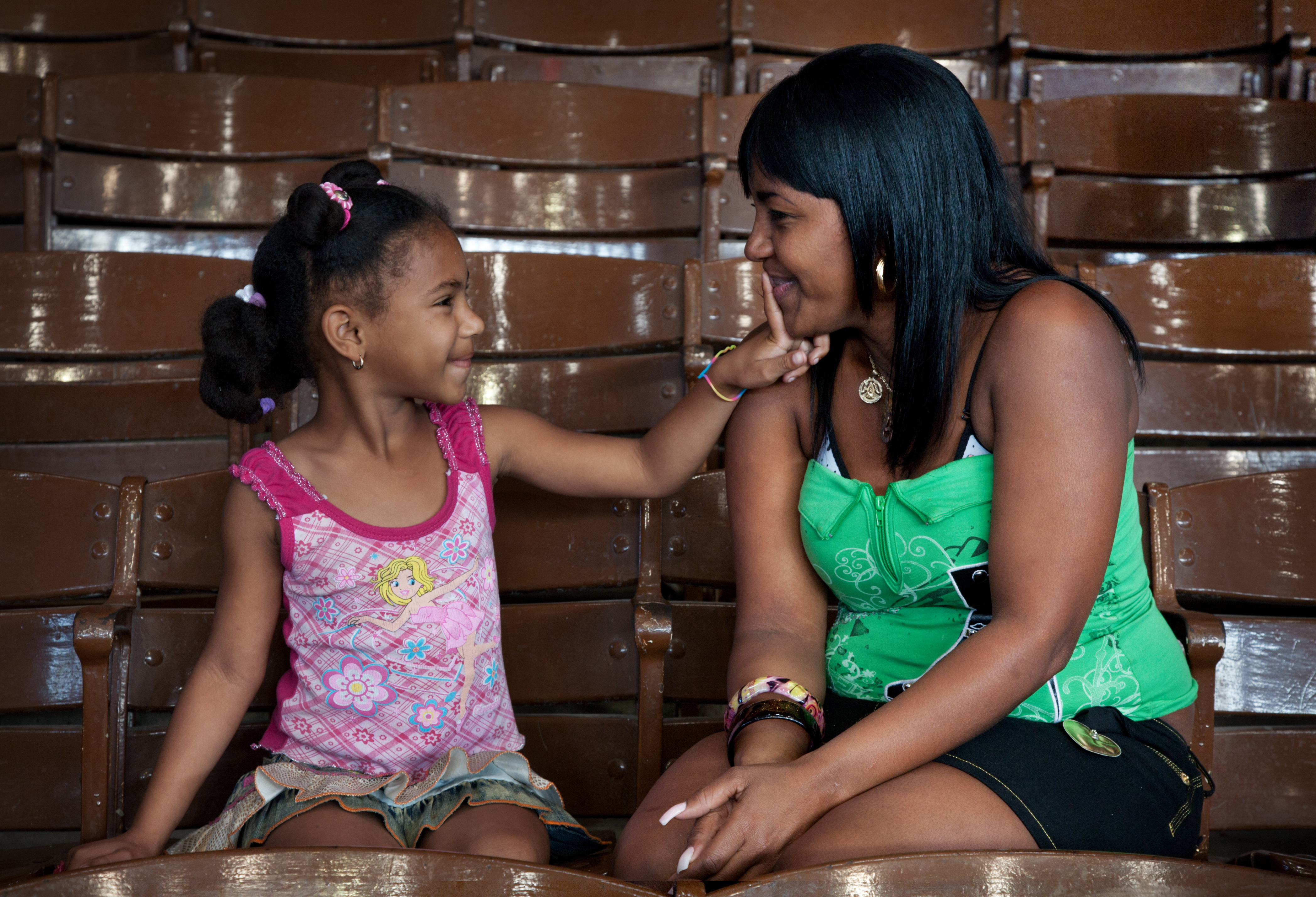
Madre con su hija en La Habana (Cuba).

Una madre o mamá es la progenitora de uno o más infantes. Una mujer puede ser considerada madre por haber dado a luz, por haber criado a un hijo que puede o no ser su descendencia biológica, o por haber aportado su óvulo para la fecundación en el caso de la gestación subrogada.
Sin embargo ser madre es un concepto complejo ya que trasciende la biología y se entiende como una construcción cultural multideterminada, definida y organizada por normas que emanan de las necesidades de un grupo social específico en un momento histórico dado.
Desde una perspectiva cultural, la maternidad también está fuertemente influenciada por el género, donde se ha asumido como un mero 'hecho natural' y como responsabilidad de las mujeres , sin embargo es un fenómeno compuesto por discursos y prácticas sociales que conforman un imaginario complejo y poderoso, cargando la experiencia de significados sociales donde  se ha argumentado que la crianza humana tiene una naturaleza aloparental.
Anualmente se da la celebración del Día de la Madre en muchas partes del mundo.

## Tipos de Maternidad

### Madre biológica
En el caso de los animales mamíferos como el ser humano, se denomina madre biológica a una hembra fértil con capacidad reproductiva que culmina con el nacimiento de un producto vivo. Este proceso comienza con el embarazo, cuando un espermatozoide penetra el óvulo y este queda fecundado; una vez que el óvulo es fecundado (cigoto), ocurre un ciclo de desarrollo de  embrión a feto, cuando ya se ha desarrollado lo suficiente en la matriz, hasta que el feto esté lo suficientemente desarrollado para nacer; pasado ese ciclo, la madre entra en labor de parto y da a luz.

El desarrollo fisiológico en el ser humano se complementa con la crianza, ya que constituye un fenómeno singular en el reino animal (Homo sapiens), donde ocurren varios procesos a la vez como adaptaciones biológicas, procesos psicológicos y estructuras socioculturales. A diferencia de la mayoría de los mamíferos, cuya descendencia alcanza rápidamente la independencia, los humanos presentan un período de dependencia infantil prolongado pues los humanos tienen una infancia dilatada en el tiempo, con años de cuidados  para sobrevivir por sí mismos durante los primeros momentos de la vida. Esto prolonga el vínculo de apego que los progenitores tienen sobre sus hijos.

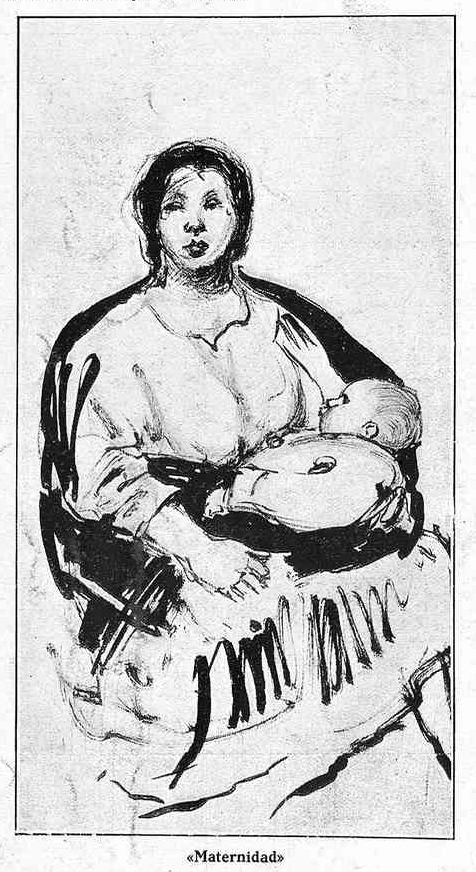
Madre

En organismos asexuados como en el caso de los organismos unicelulares que se reproducen por división, la progenitora es una célula que se divide para producir células «hijas».

## Madres legendarias y mitológicas

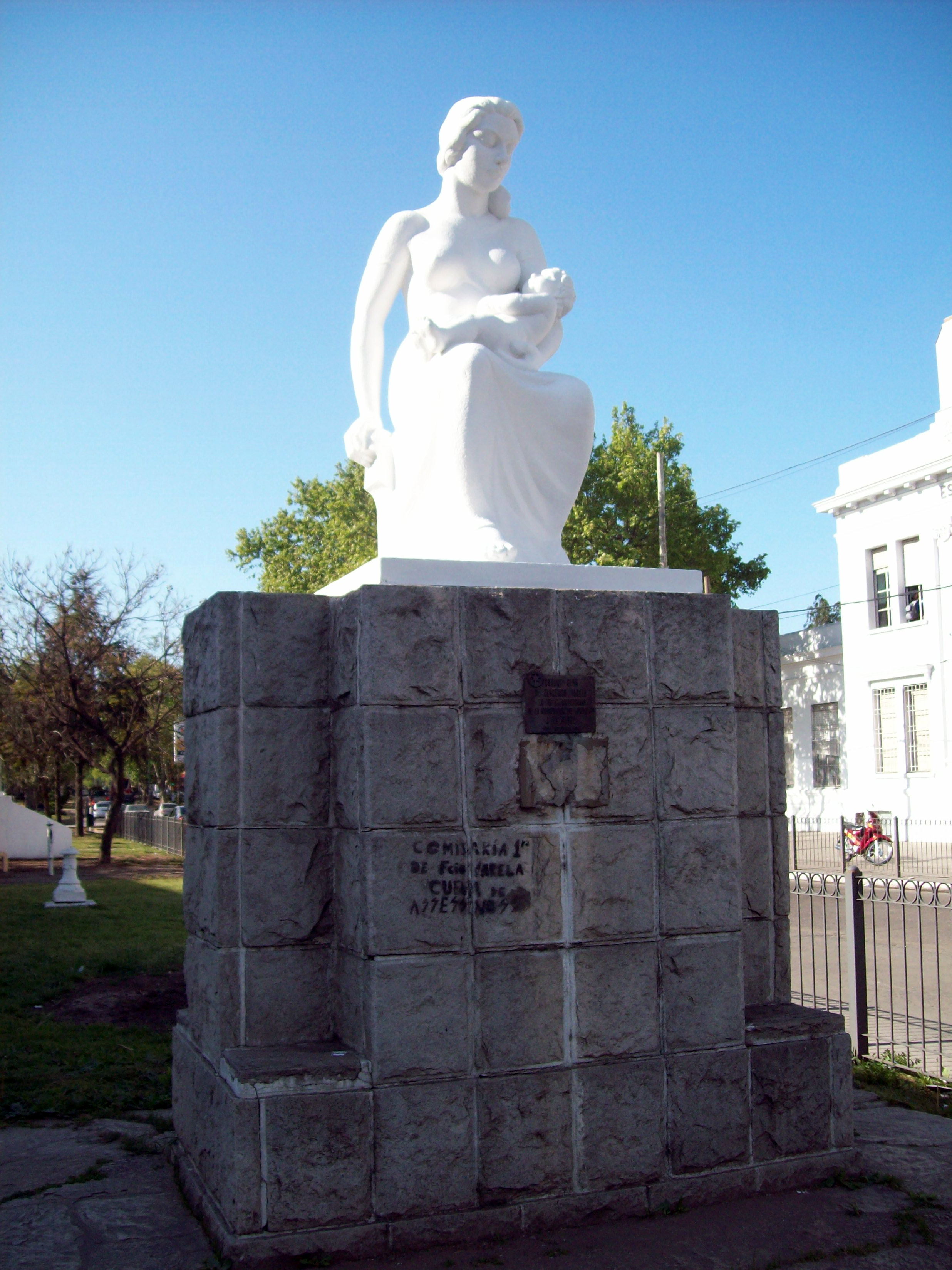
Monumento a la madre, en Florencio Varela, Buenos Aires, Argentina.

### Cristianismo
- Agar, madre de Ismael.
- Ana, madre de Samuel.
- Eva, madre de todos los hombres, según la tradición judía y cristiana y de Caín, Abel y Set.
- María, madre de Jesús.
- Lía, madre de Rubén, Simeón, Judá y Leví.

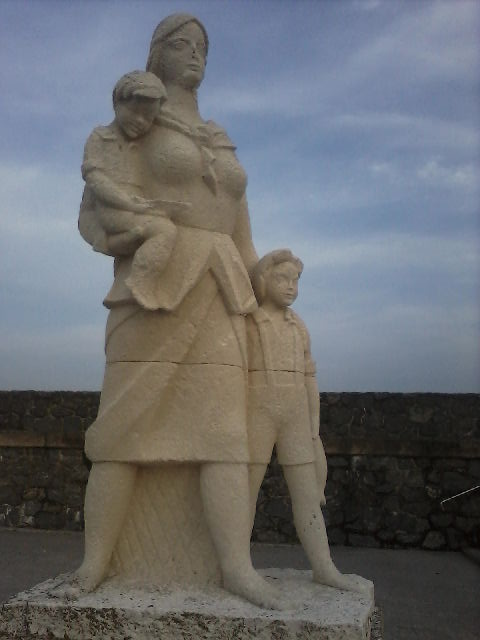
Monumento al pescador y sus hijos en Guetaria, provincia de Guipúzcoa, España.

- Raquel, madre de José y Benjamín.
- Rebeca, madre de Esaú y Jacob.
- Sara, madre de Isaac.
- Tamar, madre de Farés y Zara.

### Mitología clásica
- Afrodita o Venus, madre de Eros o Cupido, de Hermafrodito, de Príapo, del héroe troyano Eneas y de los Julianos en la tradición Romana.
- Alcmena, madre de Hércules.
- Andrómaca, madre de Astianacte.
- Anticlea, madre de Ulises u Odiseo.
- Antíope o Hipólita, madre de Hipólito.
- Calíope, madre de Orfeo.
- Calisto, madre de Arcas.
- Casiopea, madre de Andrómeda.
- Cencreide, madre de Mirra.
- Clímene, madre de Faetón y de las Helíades.
- Clitemnestra, madre de Orestes, Electra, Ifigenia y Crisótemis.
- Dánae, madre de Perseo.
- Deméter o Ceres, madre de Perséfone o Proserpina.
- Dione, madre de Afrodita o Venus en algunas leyendas.
- Etra, madre de Teseo.
- Europa, madre de Minos, Radamanto y Sarpedón.
- Hécuba, madre de Héctor, Deífobo, Casandra, Creúsa, Héleno, Troilo y Paris.
- Hera o Juno, madre de Ares o Marte, Hefesto o Vulcano, Enio, Hebe e Ilitía.
- Ío, madre de Épafo.
- Leda, madre de los dioscuros (Cástor y Pólux), de Helena y de Clitemnestra.
- Leto o Latona, madre de Artemis o Diana y Apolo o Febo.
- Liriope, madre de Narciso.
- Manto, madre de Mopso.
- Maya, madre de Hermes o Mercurio.
- Mirra o Esmirne, madre de Adonis.
- Mnemósine, madre de las musas (Calíope, Clío, Erató, Euterpe, Melpómene, Talía, Terpsícore, Polimnia y Urania).
- Pasífae, madre de Androgeo, Ariadna, Fedra y el Minotauro.
- Penélope, madre de Telémaco y en algunas leyendas del dios Pan.
- Progne, madre de Itis.
- Rea, madre de Zeus, Poseidón y Hades en la mitología griega.
- Sémele, madre de Dioniso o Baco.
- Tetis, madre de Aquiles.
- Terpsícore, madre de Lino.
- Yocasta, madre de Edipo de Tebas.

### Otras religiones
- Isis, madre de Horus en la mitología egipcia.
- Coatlicue, madre de los dioses y patrona del maíz, en la mitología azteca.
- Neftis, madre de Anubis en la mitología egipcia.
- Nut, madre de Isis, Neftis, Osiris y Seth en la mitología egipcia.

## Madres de personajes histórico

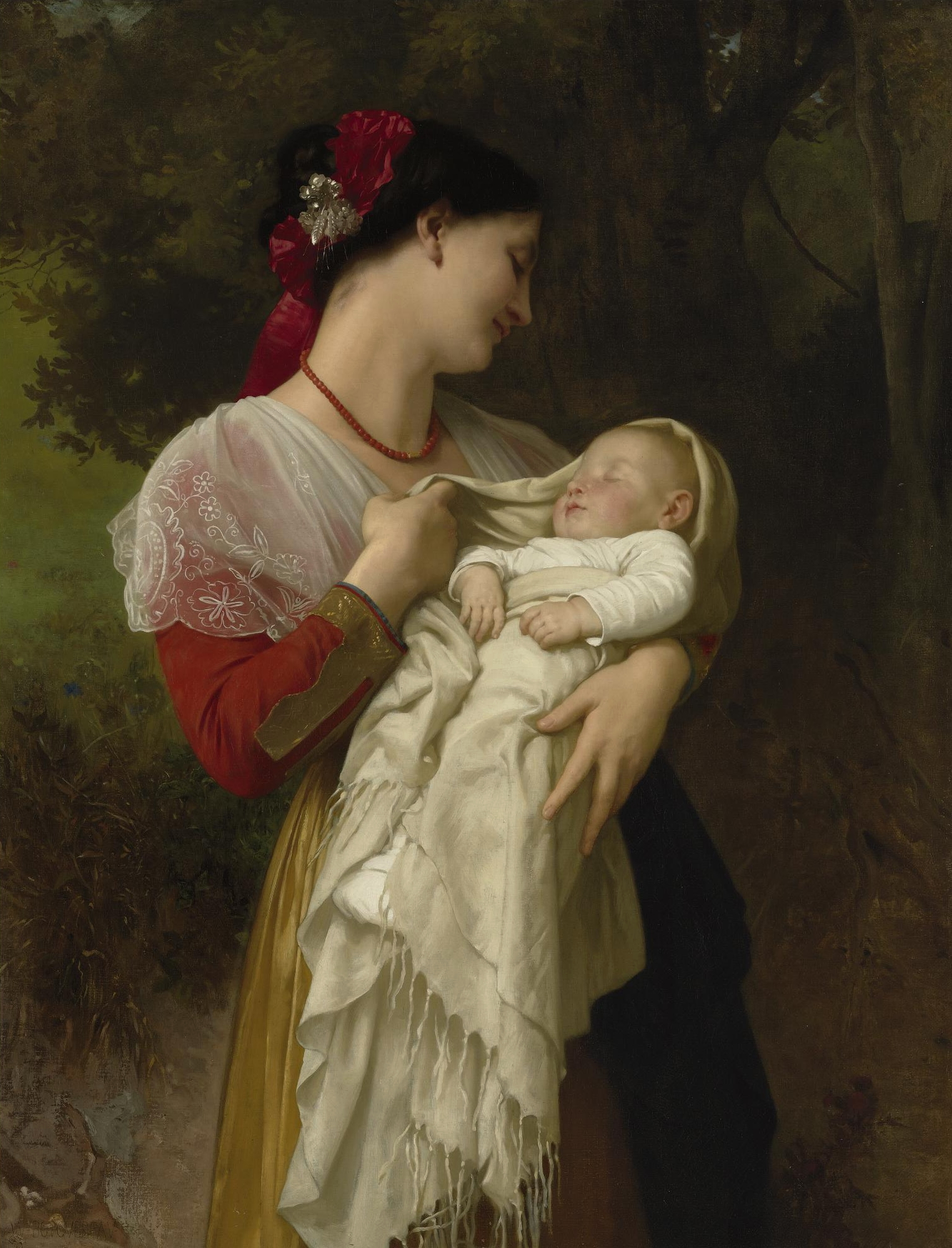
Admiración maternal, obra de William Bouguereau,.

- Betsabé, madre de Salomón.
- Sisigambis (s. IV a. C.), madre de Darío III.
- Olimpia de Epiro (375-315 a. C.), madre de Alejandro Magno.
- Acia (85-43 a. C.), madre de César Augusto.
- Livia Drusila (59 o 58 a. C.-29 d. C.), madre del emperador Tiberio.
- Virgen María, madre de Jesús de Nazaret
- Agripina la Menor (15-59 d. C.), madre del emperador Nerón.
- Santa Helena (250-329), madre del emperador Constantino I el Grande.
- Santa Mónica (332-387), madre de San Agustín.
- Gala Placidia (m. 450 d. C.), madre del emperador de occidente, Valentiniano III.
- Fátima az-Zahra (606-632), madre de Hasán y Husayn ibn Ali.
- Bertrada de Laon (720-783), madre del emperador Carlomagno.
- Leonor de Aquitania (1122-1204), madre de Ricardo Corazón de León.
- Ana de Habsburgo (1601-1666), madre de Luis XIV.
- María Leticia Ramolino (1750-1836), madre de Napoleón Bonaparte.
- María de la Concepción Palacios y Blanco (1783-1830), madre de Simón Bolívar
- Gregoria Matorras (1738 - 1813) madre de José de San Martín